# Сто ночей героя
«100 ночей героя» (англ. 100 Nights of Hero) — будущий американский фильм в жанре фэнтези режиссёра Джулии Джекман. Сюжет основан на одноимённом графическом романе Изабель Гринберг, основанного на арабских сказках «Тысяча и одна ночь». Главные роли в фильме исполнили Николас Голицын, Эмма Коррин, Майка Монро, Амир Эль-Масри и Фелисити Джонс. Мировая премьера состоится на 82-й Венецианском кинофестивале.

## Сюжет
Действие фильма происходит в альтернативном мире, где правит деспотичный Бёрдман, в центре сюжета — пари между двумя друзьями: Манфред заключает пари с Жеромом, что сможет соблазнить его жену, Черри, за 100 ночей. Если он выиграет, то получит замок Джерома и все его богатства, в то время как Черри ждет казнь. Когда Жером уезжает, Черри оказывается запертой в отдаленном замке, разрываясь между обворожительной харизмой друга её мужа и доверием к своей служанке Геро, подозрения которой в отношении Манфреда растут с каждым днём.

## В ролях
- Николас Голицын — Манфред
- Эмма Коррин — Геро
- Майка Монро — Черри
- Charli XCX
- Ричард Э. Грант
- Амир Эль-Масри
- Фелисити Джонс
- Сафия Оукли-Грин
- Маркелла Кавена

## Производство
О начале работы над фильмом стало известно в сентябре 2024 года. В основе сценария будущего фильма одноимённый графический роман «100 ночей героя», сценаристом и режиссёром которого стала Джулия Джекман, в актёрский состав вошли Николас Голицын, Эмма Коррин, Майка Монро и Charli XCX. В ноябре стало известно, что к актерскому составу присоединились Ричард Э. Грант, Амир Эль-Масри и Фелисити Джонс.
Основные съёмки начались 27 сентября 2024 года и завершились 29 октября.